# Parabrachiella anisotremi
Parabrachiella anisotremi is een eenoogkreeftjessoort uit de familie van de Lernaeopodidae. De wetenschappelijke naam van de soort is voor het eerst geldig gepubliceerd in 1989 door Castro Romero & Baeza Kuroki.